# قرار مجلس الأمن التابع للأمم المتحدة رقم 1811
قرار مجلس الأمن التابع للأمم المتحدة رقم 1811، المتخذ بالإجماع في 29 أبريل 2008.

## القرار
أدان مجلس الأمن تدفق إمدادات الأسلحة والذخيرة إلى الصومال وعبره باعتباره تهديدا خطيرا للسلام والاستقرار في ذلك البلد، وكرر عزمه على النظر في اتخاذ إجراءات محددة لتحسين تنفيذ حظر الأسلحة في الصومال والامتثال له، وتمديد ولاية الفريق المكلف بمراقبة تلك الإجراءات لمدة ستة أشهر.
وكان المجلس أول من فرض حظر توريد الأسلحة إلى الصومال بموجب أحكام قرار المجلس 733 (1992) مع التعديلات اللاحقة. واتخذت القرار بالإجماع، بموجب الفصل السابع من ميثاق الأمم المتحدة، الذي يطالب فريق الرصد المعني بالصومال بمواصلة التحقيق، بالتنسيق مع الوكالات الدولية ذات الصلة، في انتهاكات حظر الأسلحة، ووسائل نقل الأسلحة غير المشروعة. والأنشطة التي تدر عائدات لتمويل مشتريات الأسلحة، وتقديم توصيات في هذا الصدد.
بعبارات أخرى، طلب المجلس من فريق الرصد أن يعمل بشكل وثيق مع لجنة المجلس المنشأة عملاً بالقرار 751 (1992) بشأن الحظر، وأن يقدم من خلاله التقرير النهائي للفريق في موعد لا يتجاوز 15 يومًا قبل إنهاء ولايته.

## روابط خارجية
- </img>
- نص القرار في undocs.org